# U-778
Unterseeboot 778 foi um submarino alemão do Tipo VIIC, pertencente a Kriegsmarine que atuou durante a Segunda Guerra Mundial.

## Comandantes
| Comandante       | Data                                   |
| ---------------- | -------------------------------------- |
| Kptlt. Ralf Jürs | 7 de julho de 1944 - 9 de maio de 1945 |

## Subordinação
Durante o seu tempo de serviço, esteve subordinado às seguintes flotilhas:
| Período                                      | Flotilha                                   |
| -------------------------------------------- | ------------------------------------------ |
| 7 de julho de 1944 - 28 de fevereiro de 1945 | 31. Unterseebootsflottille (treinamento)   |
| 1 de março de 1945 - 8 de maio de 1945       | 11. Unterseebootsflottille (serviço ativo) |